# Bénédicte Augst
Bénédicte Augst-Coscoluella, née le 28 janvier 1968 à Confolens, est une gymnaste rythmique française.

## Carrière
Elle commence sa carrière à Orléans, entraînée par Hélène Dascalescu. Elle est sacrée championne de France du concours général en 1982 et en 1983. Elle représente la France aux championnats d'Europe de Stavanger en 1982 puis aux championnats du monde de Strasbourg en 1983. Elle est alors la première Française à se qualifier en individuel aux Jeux olympiques d'été de 1984 à Los Angeles. C'est la première fois que la GRS est présente en compétition aux Jeux olympiques. Elle se classe 21e sans pouvoir participer à la finale. À l'issue des Jeux olympiques, elle part s'entraîner à Strasbourg avec Dominique Muller, aux côtés de l'ensemble qui est entraîné par Renée Lelin. Elle participe ensuite aux championnats d'Europe de Vienne en 1984 puis les championnats du monde de Valladolid en 1985  et enfin termine sa carrière de gymnaste après les championnats d'Europe de Florence en 1986.
Après une formation à Strasbourg puis à l'Institut national du sport et de l'éducation physique (INSEP) pour valider ses brevets d'Etat 1er et 2e degré, elle passe le concours de Professeur de Sport. Elle est nommée dans le corps des conseillers techniques sportifs (CTS) mis à disposition de la Fédération française de gymnastique. Ses fonctions l'amènent au centre de Calais, puis Orléans et ensuite Bordeaux. Elle participe alors à la formation de gymnastes de renom comme  Stéphanie Cottel, Eva Serrano, Magalie Poisson, Anne-Sophie Lavoine et Delphine Ledoux. Toutes ces gymnastes s'inscrivent dans la lignée des gymnastes rythmiques françaises olympiques.
Après près de 20 années passées dans les rangs des cadres techniques à la FFG, elle reprend ses études pour passer le diplôme de psychomotricienne à l'Institut de formation en psychomotricité de l'université de Bordeaux.